# Lisa Nyberg
Lisa Nyberg (ur. 8 sierpnia 2002 w Åre) – szwedzka narciarka alpejska, brązowa medalistka mistrzostw świata.

## Kariera
Po raz pierwszy na arenie międzynarodowej pojawiła się 24 listopada 2018 roku w Kåbdalis, gdzie w zawodach FIS zwyciężyła w gigancie. W 2022 roku wystartowała na mistrzostwach świata juniorów w Panoramie, zajmując czwarte miejsca w gigancie i kombinacji, piąte w zjeździe, szóste w slalomie oraz czternaste w supergigancie.
W zawodach Pucharu Świata zadebiutowała 26 listopada 2022 roku w Killington, gdzie nie zakwalifikowała się do pierwszego przejazdu giganta. Pierwsze pucharowe punkty wywalczyła 24 stycznia 2023 roku w Kronplatz, zajmując 25. miejsce w tej samej konkurencji. 
Na mistrzostwach świata w Saalbach w 2025 roku wspólnie z Sarą Hector, Estelle Alphand, Williamem Hanssonem, Fabianem Axem Swartzem i Kristofferem Jakobsenem zdobyła brązowy medal w zawodach drużynowych. Zajęła tam również 29. miejsce w gigancie.

## Osiągnięcia

### Mistrzostwa świata
| Miejsce | Dzień     | Rok  | Miejscowość | Konkurencja | Czas biegu | Strata | Zwyciężczyni      |
| ------- | --------- | ---- | ----------- | ----------- | ---------- | ------ | ----------------- |
| 3.      | 4 lutego  | 2025 | Saalbach    | Drużynowo   | -          | -      | Włochy            |
| 29.     | 13 lutego | 2025 | Saalbach    | Gigant      | 2:22,71    | +8,55  | Federica Brignone |

### Mistrzostwa świata juniorów
| Miejsce | Dzień       | Rok  | Miejscowość | Konkurencja | Czas biegu | Strata | Zwyciężczyni          |
| ------- | ----------- | ---- | ----------- | ----------- | ---------- | ------ | --------------------- |
| 5.      | 3 marca     | 2022 | Panorama    | Zjazd       | 1:28,33    | +0,60  | Magdalena Egger       |
| 14.     | 5 marca     | 2022 | Panorama    | Supergigant | 1:08,34    | +1,65  | Magdalena Egger       |
| 4.      | 6 marca     | 2022 | Panorama    | Kombinacja  | 2:03,73    | +0,79  | Marie Lamure          |
| 6.      | 8 marca     | 2022 | Panorama    | Slalom      | 1:39,88    | +1,77  | Zrinka Ljutić         |
| 4.      | 9 marca     | 2022 | Panorama    | Gigant      | 2:31,02    | +1,22  | Magdalena Egger       |
| 6.      | 21 stycznia | 2023 | Sankt Anton | Gigant      | 2:06,02    | +1,59  | Hanna Aronsson Elfman |

### Puchar Świata

#### Miejsca w klasyfikacji generalnej
- sezon 2022/2023: 99.
- sezon 2023/2024: 100.
- sezon 2024/2025:

#### Miejsca na podium w zawodach
Nyberg nie stawała na podium zawodów PŚ.